# Рамення (Коноський район)
Рамення (рос. Раменье) — присілок в Коноському районі Архангельської області Російської Федерації.
Населення становить 11 осіб. Входить до складу муніципального утворення Єрцевське сільське поселення.

## Історія
Від 2004 року входить до складу муніципального утворення Єрцевське сільське поселення.

## Населення
| 2002 | 2010 | 2012 |
| ---- | ---- | ---- |
| 21   | ↘15  | ↘11  |